# كأس إنترتوتو 2003
كأس إنترتوتو 2003 هو موسم من كأس إنترتوتو. أقيم خلال الفترة 21 يونيو 2003 وحتى 26 أغسطس 2003، وشارك فيه  61 فريقاً، وفاز فيه شالكه 04، ونادي بيروجيا، ونادي فياريال.